# Lherzólito

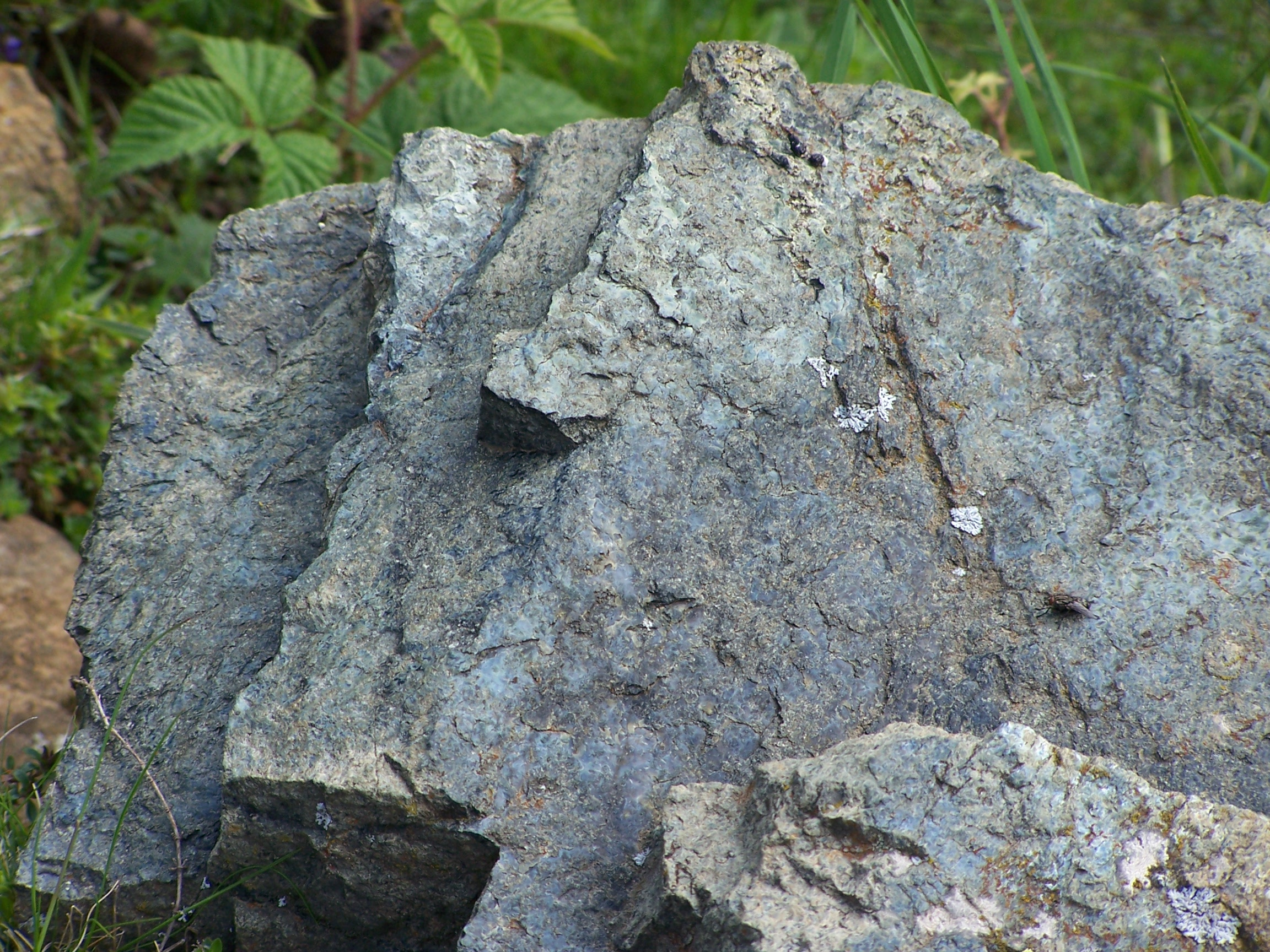
Lherzólito de Etang de Lers, Ariège, França (fractura fresca).

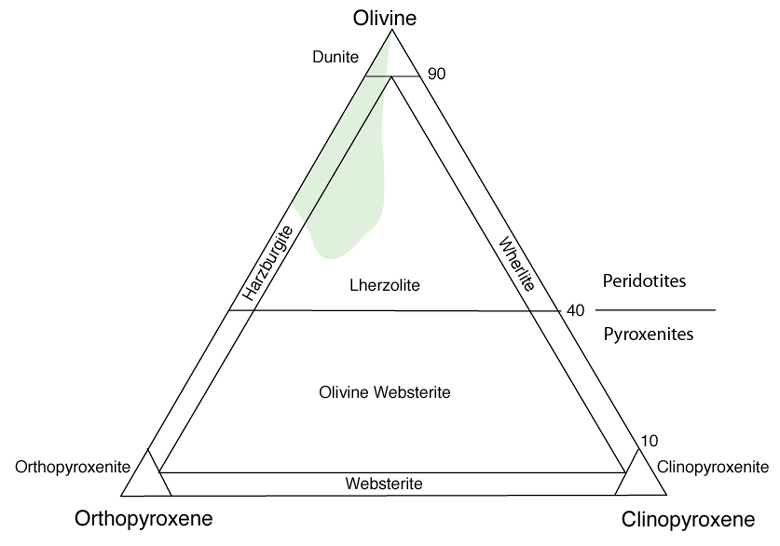
Diagrama de classificação dos peridotitos e dos piroxenitos com base nas proporções ponderais de olivina e de piroxenas. A zona em verde-claro corresponde à composição dos peridotitos mais comuns à superfície do manto terrestre.

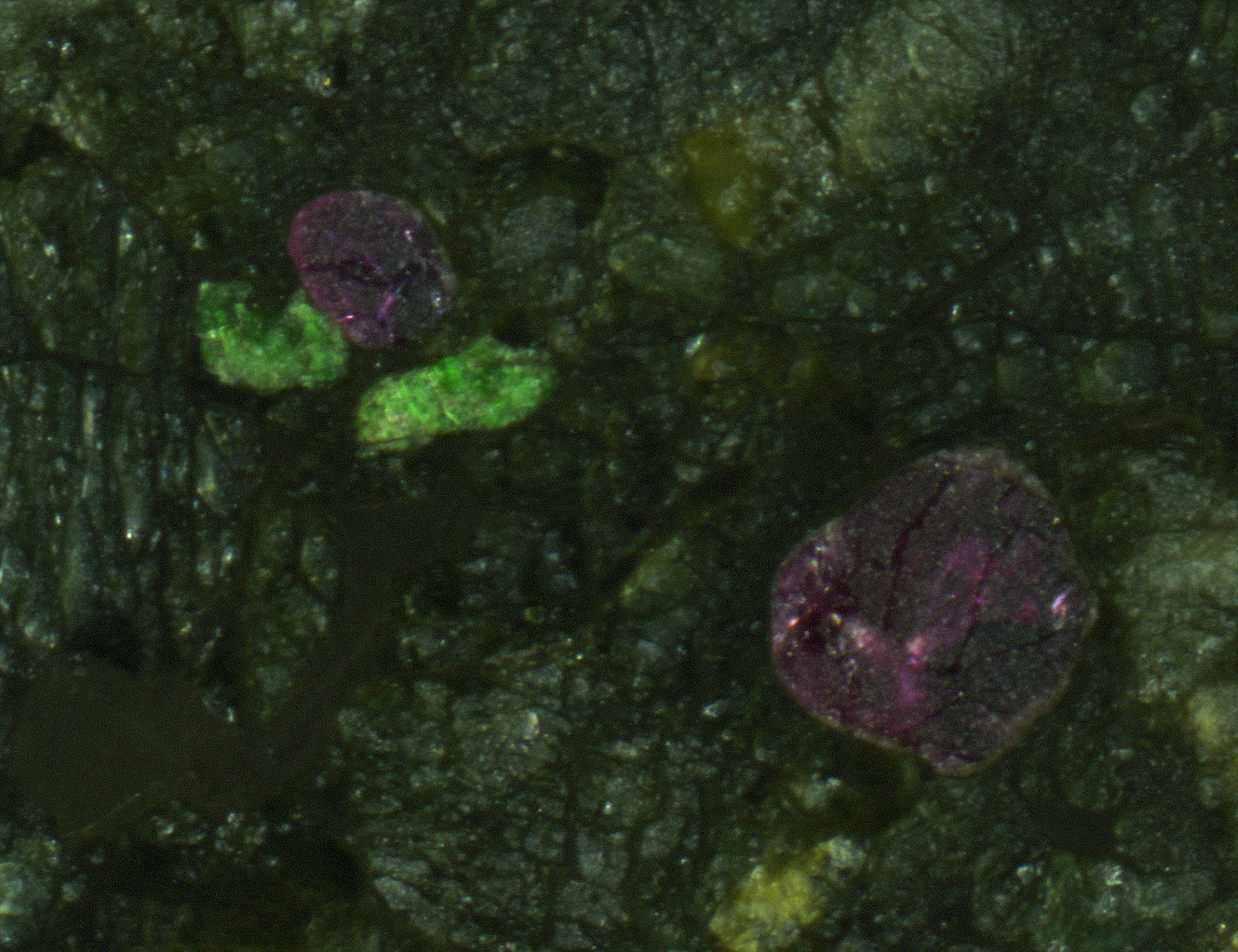
Lherzólito rico em granadas num xenólito de um tubo de kimberlite, Kimberley, África do Sul. O campo de visão tem ~1.6 cm de diâmetro. Vermelho púrpura = granada de piropo. Verde brilhante = diópsido crómica. Verde-escuro = ortopiroxena. Verde oliva= olivina.

Lherzólito (ou lherzolito) é um tipo de rocha ígnea plutónica ultramáfica, de grão grosseiro e coloração cinzento-esverdeada a verde, composta de 40 a 90% de olivina em conjugação com teores significativos de ortopiroxenas (>5%) e clinopiroxenas (>5%) ricas em crómio cálcico. Tem como minerais acessórios as plagioclases, espinelas e granadas. Relativamente comum e com composição química semelhante ao peridotito, é tida como modelo para a composição do manto superior e de parte significativa da astenosfera.

## Descrição
O lherzólito é uma rocha plutónica, de textura grosseira e coloração em tons de verde, constituída essencialmente por olivina (40-90%) e por piroxenas (5-10%), dominando as ortopiroxenas (>5% em peso), mas com presença significativa de clinopiroxenas ricas em crómio. Entre os minerais acessórios predominam as granadas e as espinelas crómicas e alumínicas. No diagrama QAPF o lherzólito recai na divisão 16, entre os ultramafitólitos.
As plagioclases dominam nos lherzólitos que cristalizam a baixas profundidades (20 – 30 km), sendo substituídas por espinelas a maiores profundidades por as plagioclases serem aí instáveis. A partir de aproximadamente 90 km de profundidade, piropo e as granadas passam a dominar a fase alumínica estável.
Em resumo, os lherzólitos apresentam os seguintes três componentes minerais principais:
- Olivina;
- Clinopiroxenas;
- Ortopiroxenas.

Aos minerais principais juntam-se minerais acessórios em função das condições de pressão e temperatura prevalecentes no período de cristalização. Esses minerais são:
- Plagioclases (até c. 30 km de profundidade);
- Espinelas (Al-espinela, Cr-espinela e cromite - até c. 55 km, no máximo até 70 km de profundidade);
- Granadas (piropo) (entre c. 70 km até 300 km de profundidade).

A presença de cada um desses três grupos de minerais acessórios determina o tipo de lherzólito: (1) lherzólito plagioclásico; (2) lherzólito espinélico; e (3) lherzólito granatino. Por sua vez, os lherzólitos espinélicos podem ser subdivididos em duas fácies: (1) o subtipo ariegítico, das regiões mais profundas; e (2) o subtipo Seiland, das regiões menos profundas. Todos os tipo de lherzólitos, na sua posição relativa clássica, estão presentes na sequência exposta na formação conhecida por Peridotito de Ronda, Espanha.
Para além dos minerais atrás referidos, os lherzólitos podem conter:
- Anfíbolas (pargasite (pode atingir 5-10 % em volume);
- Micas:
  - Biotite;
  - Flogopite (por vezes até 10 % em volume).

A composição mineral modal com base em lherzólitos da zona de Ivrea é a seguinte:
- Olivina: 51,7 % (volúmica)
- Ortopiroxena : 32,0 % (vol.)
- Clinopiroxena: 13,9 % (vol.)

A fusão parcial de lherzólito rico em espinela é uma das fontes primárias de magma basáltico, deixando um peridotito residual, pobre em olivina, designado por harzburgito.
Os lherzólitos ricos em granadas são o principal constituinte do manto superior da Terra (estendendo-se até aos ~300 km de profundidade). À superfície os lherzólitos ocorrem no estrato inferior ultramáfico dos complexos ofiolíticos (apesar dos harzburgitos serem mais comuns nesses ambientes), em maciços peridotíticos do tipo alpino, em zonas de fractura adjacentes às dorsais oceânicas e como xenólitos em tubos de kimberlite e em massas de basaltos alcalinos.
Acredita-se que porção inferior do manto da Lua é composto por lherzólito.

## Etimologia
A rocha foi cientificamente descrita em 1795 por Jean-Claude Delamétherie que cunhou o vocábulo «lherzólito» a partir do topónimo da localidade tipo, a região de Étang de Lers, próximo de Massat nos Pirenéus franceses. Lherz é a grafia arcaica para esta localidade. A região faz parte do Maciço de Lherz, um complexo peridotítico alpino (também conhecido por complexo lherzolítico orogénico).
O Maciço de Lherz também contém harzburgito e dunito, bem como estratos ricos em piroxenito com espinelas, piroxenito com granadas e hornblendito. Neste caso, os estratos representam fusões parciais segregadas do peridotito encaixante durante a descompressão no manto muito antes da inclusão na crusta.
O Maciço de Lherz apresenta um ambiente geológico único porque estas rochas plutónicas foram encaixadas em carbonatos do Paleozóico (calcários e dolomitos), que formaram brechas mistas de calcário-lherzólito em torno das margens do maciço.

## Galeria

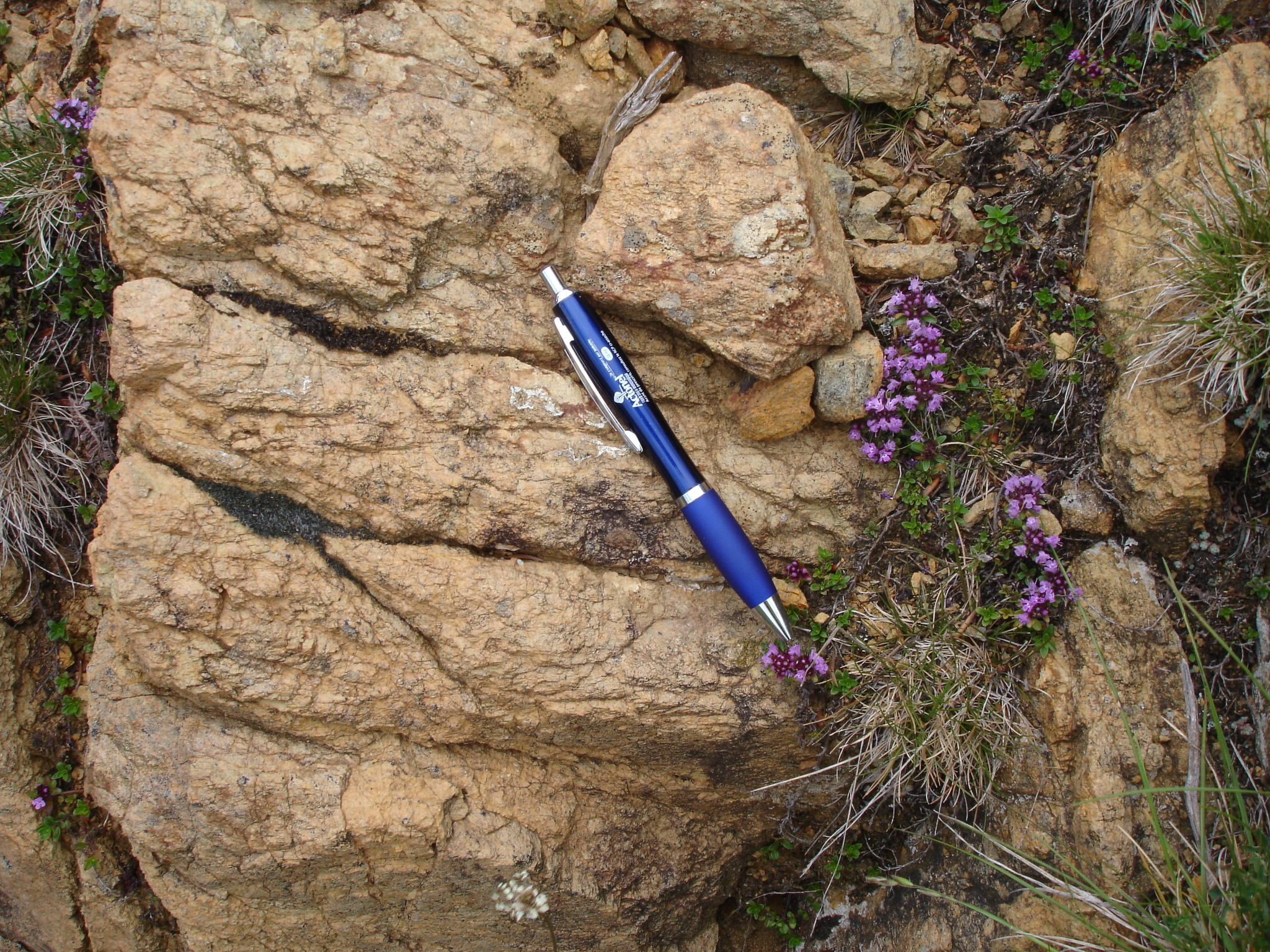
Lherzólito de Étang de Lers, Ariège (superfície alterada por oxidação).
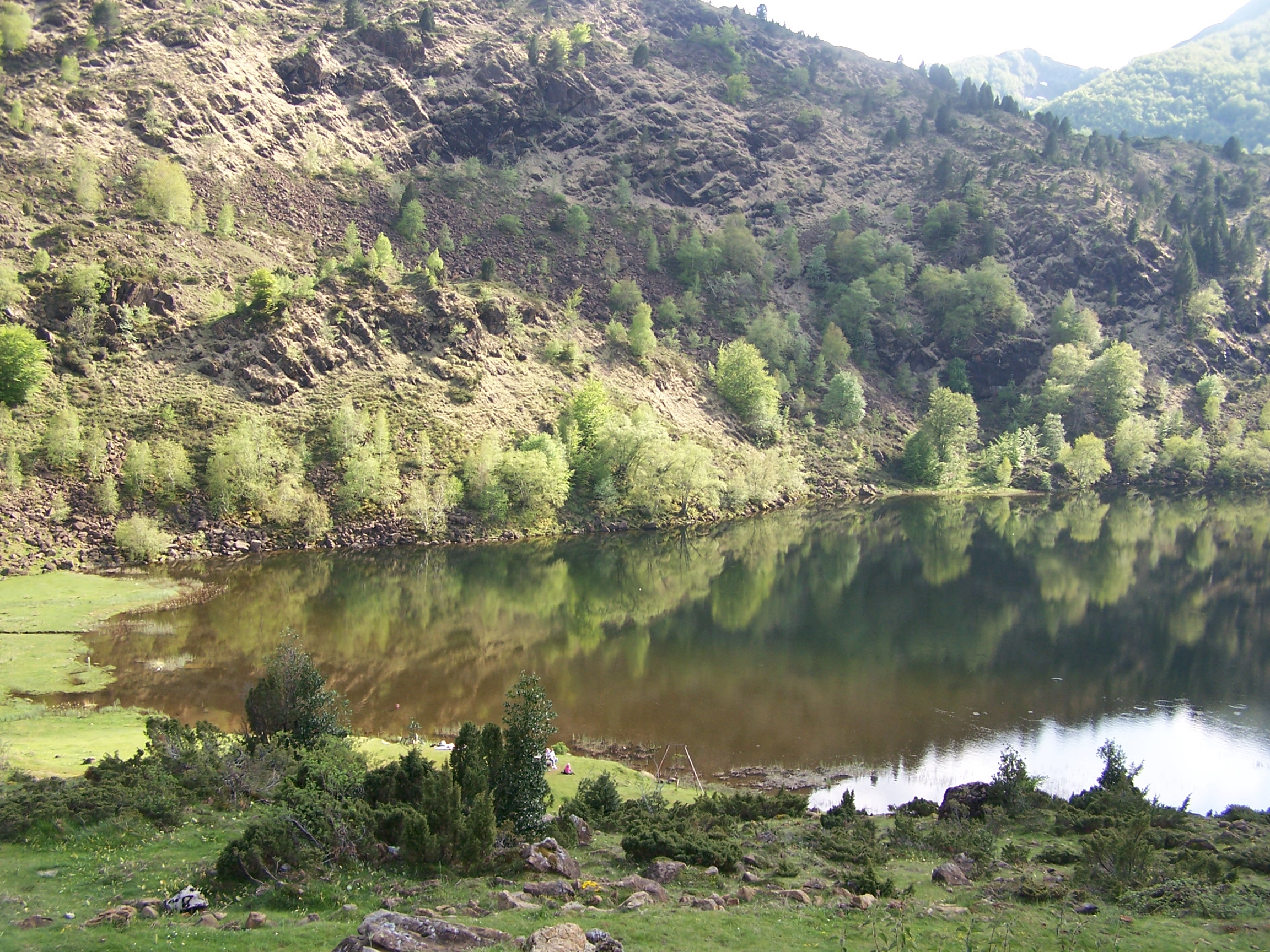
Lherzólito de Étang de Lers.